# گل ساعتی (سرده)
گل ساعتی (نام علمی: Passiflora) گونه‌ای از گیاهان گل‌دار است که بیشتر در نواحی استوایی آمریکا و آفریقا رشد می‌کند. این گیاه رشد سریع و ساقه‌هایی بلند بالارونده دارد که قلمه گرفتن از آن را آسان می‌کند. گل ساعتی گیاهی است زینتی از تیره موردی‌ها که دارای بوته‌ای بلند و برگهای‌بیضی شکل متصل بهم و شامل ۵ تقسیم کامل است. گلهای آن درشت و به شکل ساعت است. رنگ گلها قرمز، ارغوانی، آبی و بنفش است. ساقه آن چون به درختان مجاور می‌پیچد و بالا می‌رود از این رو آن را پیچ ساعتی نیز می‌نامند. میوه‌اش سبز و زرد رنگ است. این گیاه حاوی فلاونوئید و آلکالوئیدهای گروه هارمالا (Harmala alkaloid) واسید سیانیدریک، در میوهٔ آن اسید سیتریک و نیز دارای پرولین، مالتول و اتل مالتول است. قسمت مورد استفاده: از برگ و میوه و گل‌های گیاه گل‌ساعتی استفاده دارویی به عمل می‌آید.

## خواص دارویی
تجارب آزمایشگاهی و بالینی اثر ضد اضطراب و آرام بخشی عصاره گل ساعتی را نیز به اثبات رسانده است.داروهایی همانند ریلکس هرب (relax herb) ۵۰۰میلی گرمی ماده موثره ویتکسین از عصاره گل ساعتی، دارای اثر گذاری مفید برای تنظیم خواب و کاهش استرس و اضطراب برای افراد ایجاد میکند.
فلومازنیل داروی آنتاگونیست بنزودیازپین‌ها مانع ظهور اثر عصاره گل ساعتی نگردید، که این امر نشانه متفاوت بودن مکانیسم اثر آرام بخشی این عصاره از مکانیسم اثر بنزودیازپین‌ها می‌باشد.